# Klon (roślina)

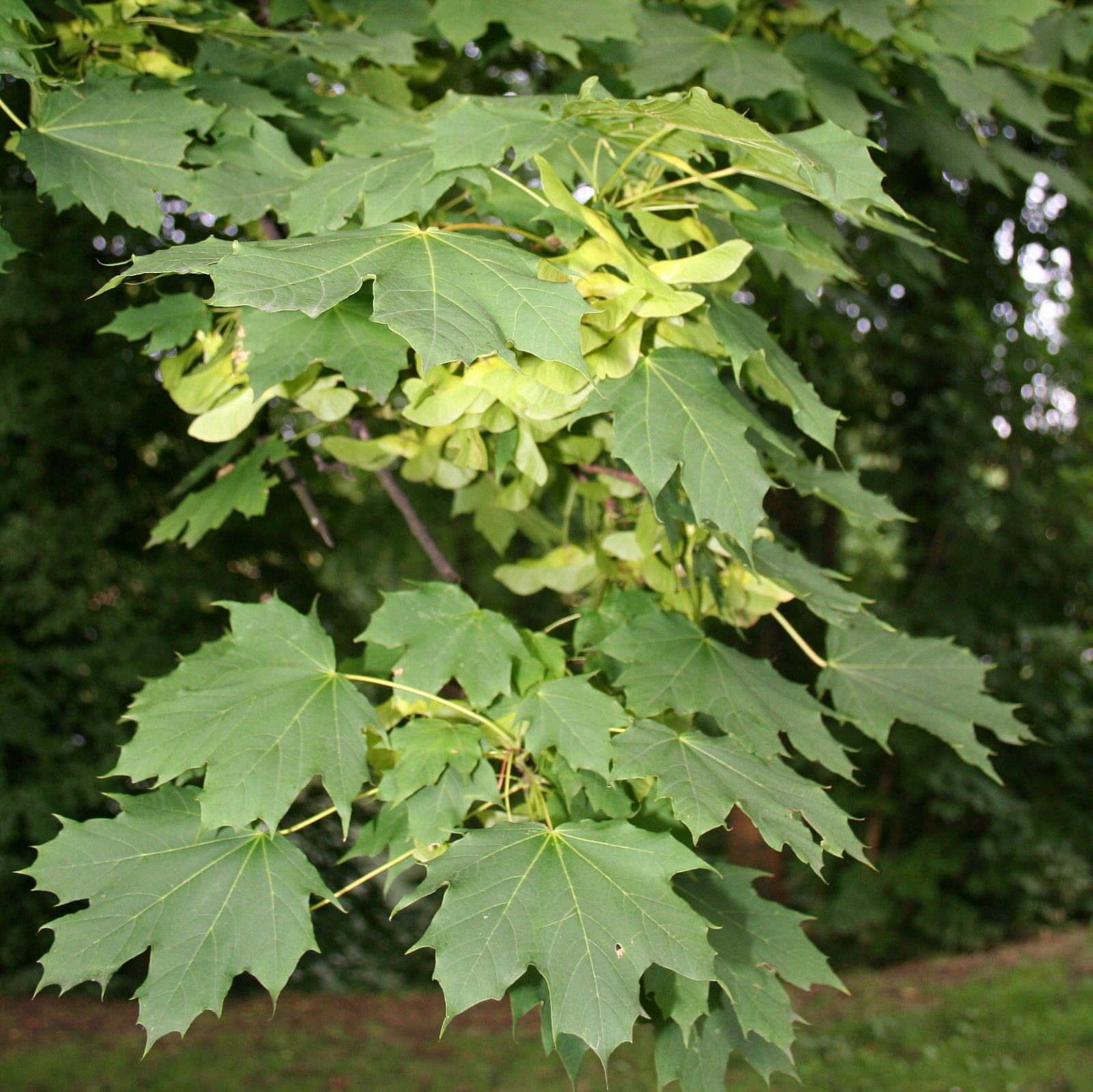
Klon zwyczajny

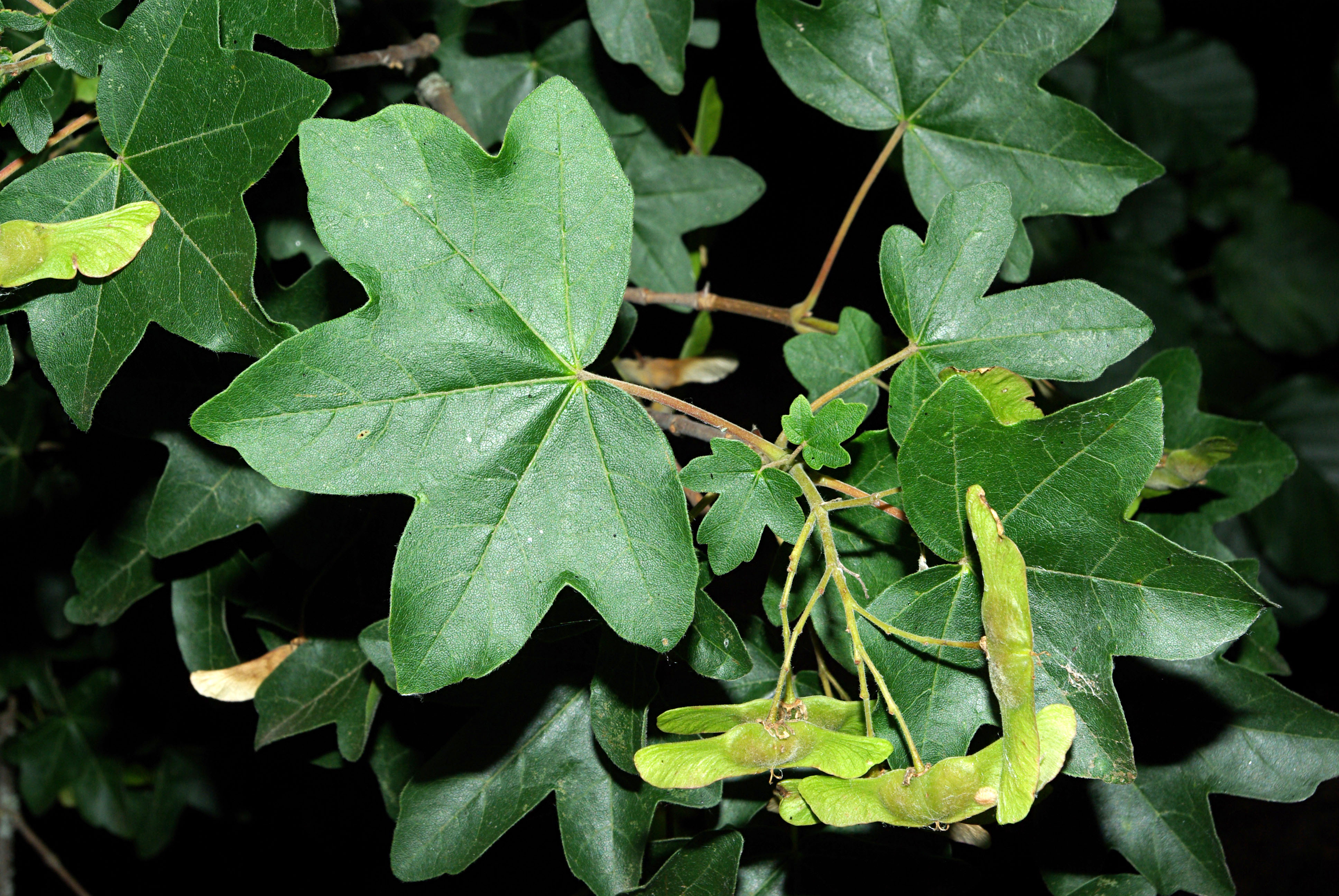
Klon polny

Klon (Acer L.) – rodzaj roślin z rodziny mydleńcowatych (Sapindaceae) (czasem, zwłaszcza dawniej z wyodrębnianej osobno rodziny klonowatych Aceraceae). Do rodzaju należy około 150 gatunków drzew i krzewów. Występują one w strefie umiarkowanej półkuli północnej, w ogromnej większości w Azji, z nielicznymi gatunkami rosnącymi w górach strefy równikowej. W Polsce trzy gatunki rosną jako rodzime, trzy introdukowane są już zadomowione. Bardzo liczne gatunki są uprawiane jako ozdobne, w parkach, ogrodach, ale też jako drzewa uliczne. Część dostarcza drewna, wykorzystywane są jako miododajne i dostarczają syropu klonowego.

## Rozmieszczenie geograficzne

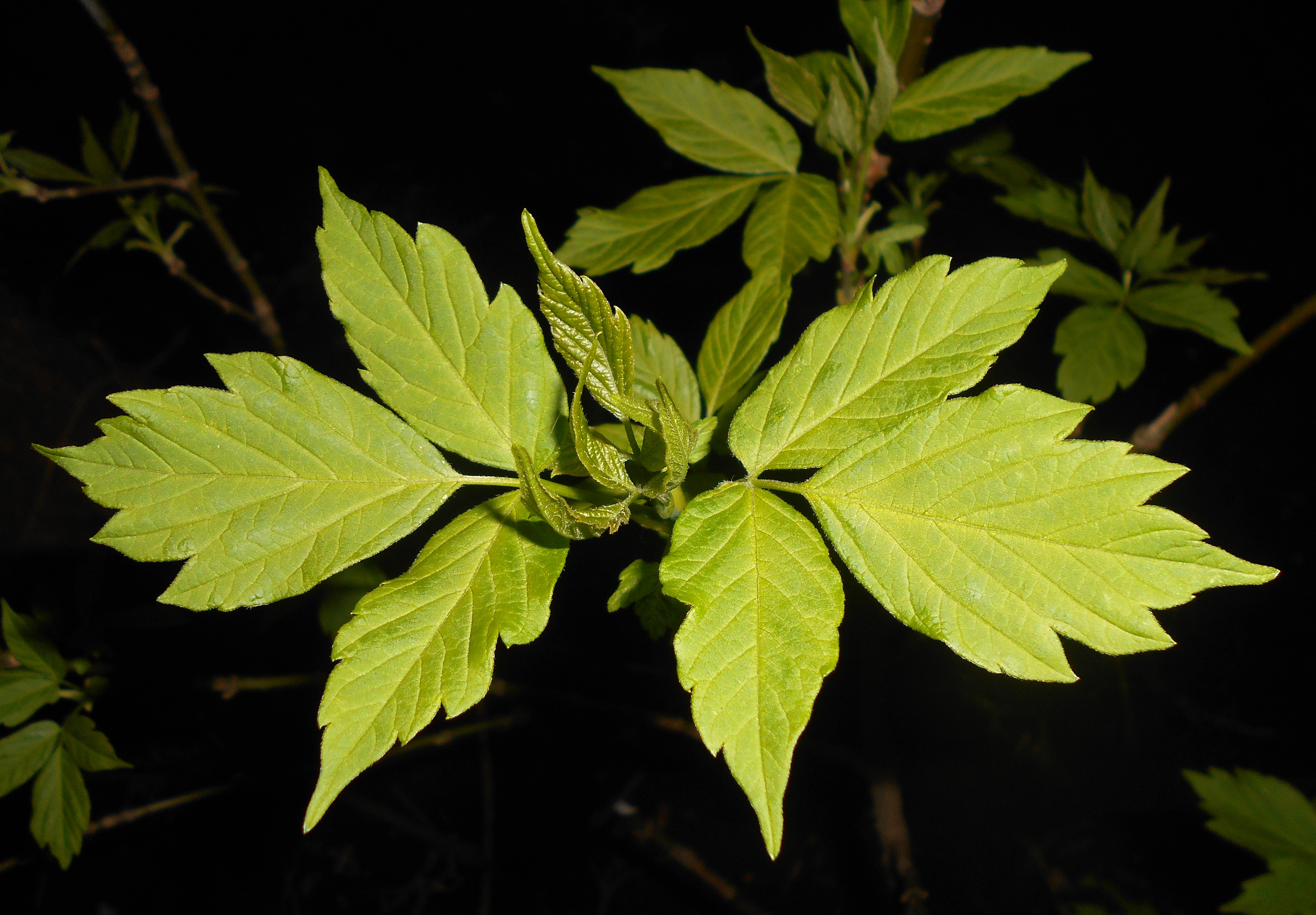
Klon jesionolistny

Zasięg rodzaju obejmuje niemal całą Europę (bez Islandii i północnej Rosji), w której rośnie w zależności od ujęcia 12–14 gatunków, północno-zachodnią Afrykę, Azję bez północnej części kontynentu, Półwyspu Arabskiego i Indyjskiego. Największe zróżnicowanie znajduje się w Chinach, gdzie rośnie co najmniej 101 gatunków, z czego 61 to endemity. Pojedyncze gatunki schodzą w Azji Południowo-Wschodniej do strefy równikowej (Półwysep Indochiński, Filipiny, Indonezja), gdzie rosną na obszarach górskich. Także w Ameryce Północnej, gdzie występuje 10 gatunków, klony schodzą na południu do strefy międzyzwrotnikowej sięgając na południu do Gwatemali.
W Polsce rosną jako gatunki rodzime trzy klony:
- klon zwyczajny, k. pospolity –  Acer platanoides L.
- klon jawor, jawor – Acer pseudoplatanus L.
- klon polny, paklon – Acer campestre L.

Gatunków obcych i zadomowionych jest pięć:
- klon jesionolistny – Acer negundo L. (inwazyjny)
- klon czerwony – Acer rubrum L.
- klon srebrzysty – Acer saccharinum L. (lokalnie zadomowiony)
- klon cukrowy – Acer saccharum Marshall (lokalnie zadomowiony)
- klon tatarski – Acer tataricum L.

## Morfologia

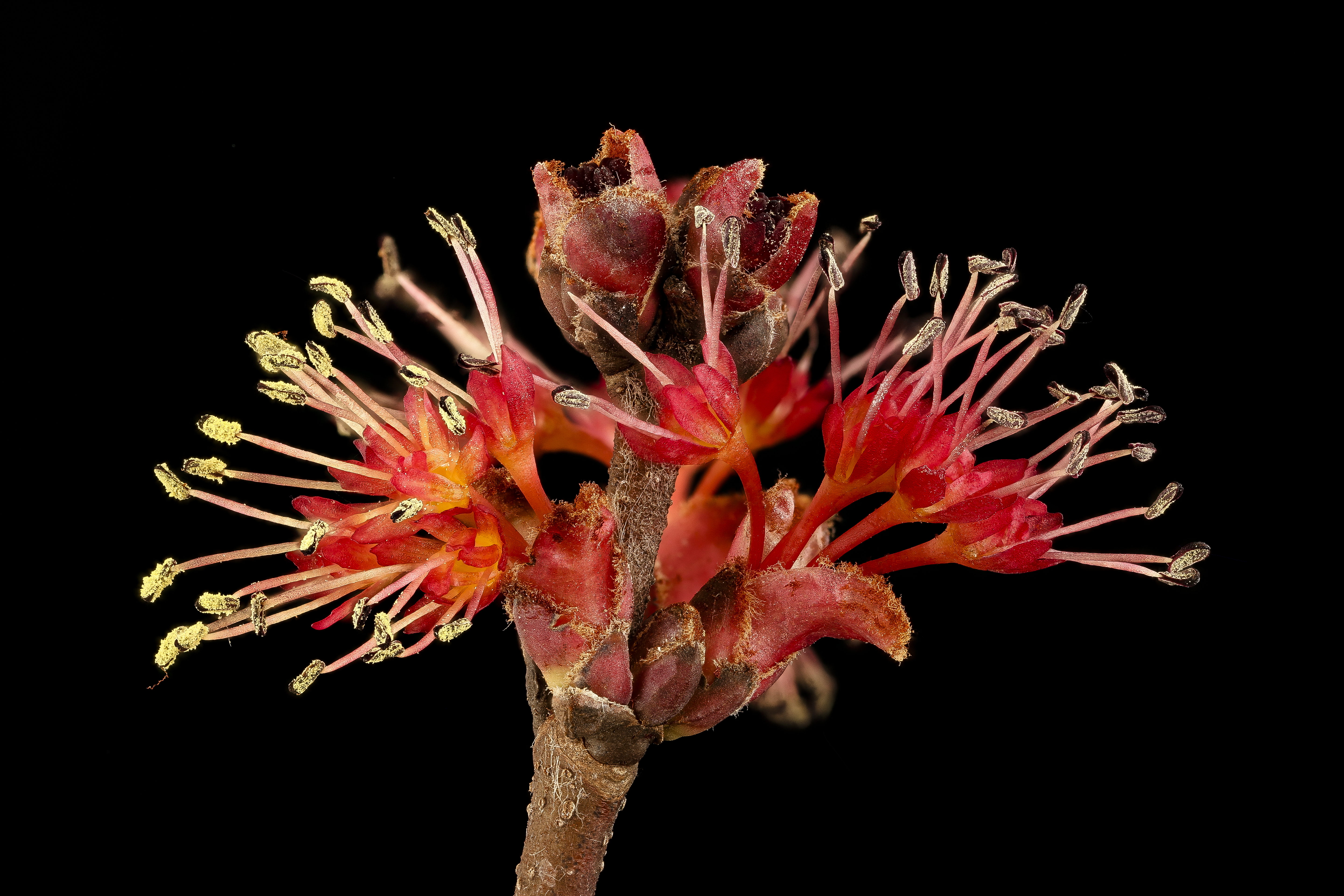
Kwiaty męskie Acer rubrum

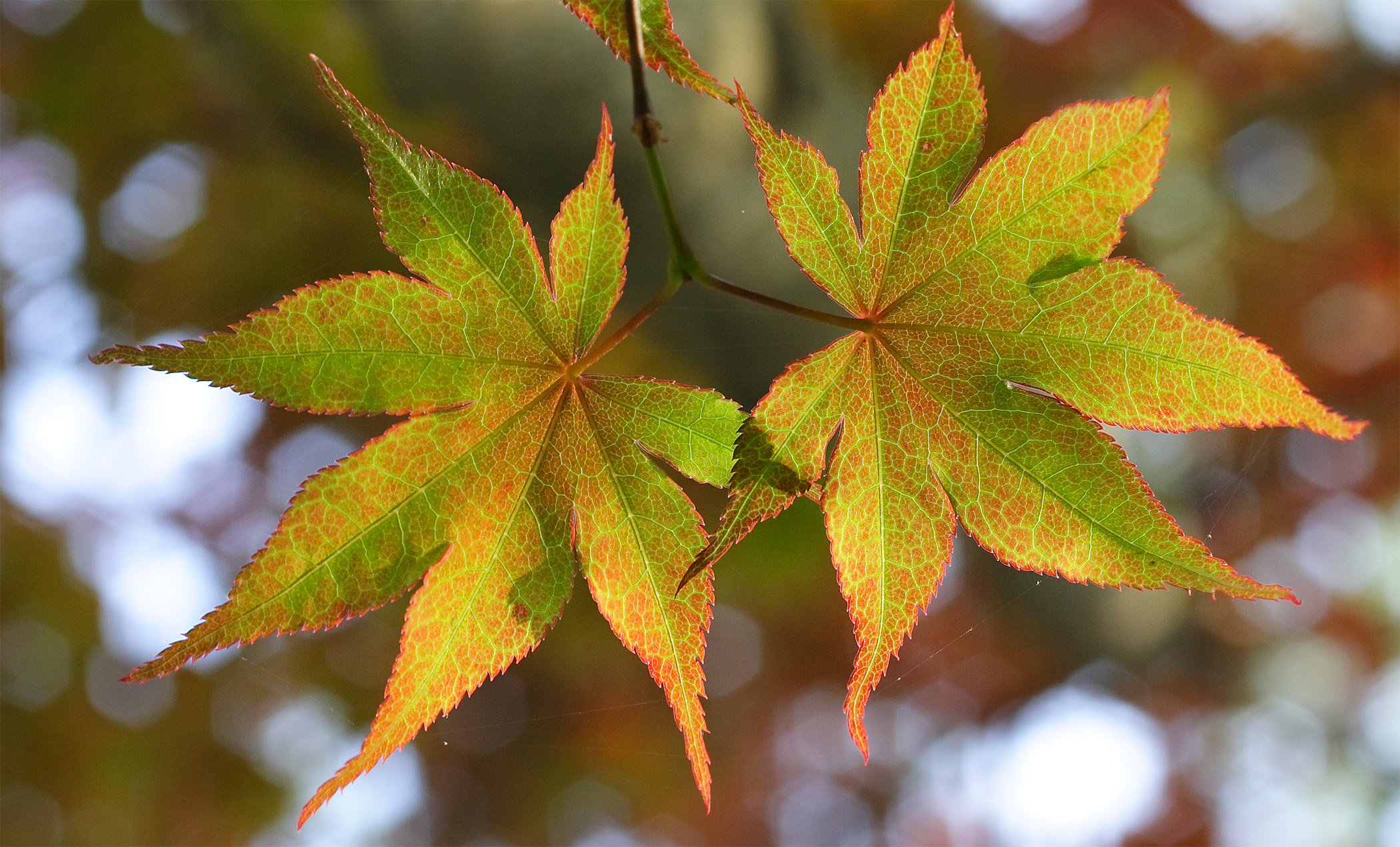
Liście klonu palmowego

PokrójDrzewa osiągające 40 m wysokości, ale w przypadku większości gatunków zwykle niższe, do 10–15 m, liczne mają pokrój pośredni między krzewami i drzewami, nieliczne to typowe krzewy. Różne części roślin, zwłaszcza młode bywają owłosione, starsze pędy zwykle są nagie. Kora na młodych drzewach z reguły gładka, u klona strzępiastokorego silnie papierzasto postrzępiona. Część gatunków korę wielobarwną, zwykle zieloną z białymi paskami. Na starszych drzewach u części gatunków łuszczy się tafelkowato, głęboko spękana i ciemna jest u Acer saccharum subsp. nigrum.
LiścieZwykle sezonowe, rzadko zimozielone lub częściowo zimozielone, nakrzyżległe. Blaszka bardzo różnie wykształcona od pojedynczej, nie wcinanej, całobrzegiej lub piłkowanej do dłoniasto klapowanej z bardzo różną głębokością klap, które mogą też być całobrzegie, piłkowane, ząbkowane, i wtórnie wcinane. U części gatunków liście są złożone – trójlistkowe i nieparzysto pierzaste z 3, 5, 7, rzadko 9 listkami.
KwiatyJednopłciowe lub obupłciowe, przy czym rośliny są poligamiczne (zwykle rozwijają się kwiaty męskie i obupłciowe), rzadziej jednopienne i dwupienne. Kwiaty są drobne i zebrane w grona, baldachogrona, wiechy i pęczki. Okwiat 5-, rzadziej 4-krotny, zwykle zróżnicowany na kielich i koronę, czasem korony brak. Listki okwiatu zwykle wolne, podobnie zabarwione, najczęściej żółtawo i zielonkawo, rzadziej kwiaty są purpurowe  lub czerwone. Pręcików zwykle jest 8, rzadko 4, 5, 10 lub 12, ich nitki są wolne, osadzone na dysku miodnikowym. Dwa owocolistki tworzą dwie komory górnej zalążni, w każdej zwykle z dwoma, rzadziej jednym zalążkiem. Szyjki słupka dwie.
OwoceCharakterystyczne, dwuskrzydlaki (orzechy) rozpadające się po dojrzeniu na pojedyncze skrzydlaki.

## Systematyka
Rodzaj Acer tradycyjnie klasyfikowany był zwykle do rodziny klonowatych Aceraceae, wspólnie z rodzajem dwuskrzydlak Dipteronia. Analizy filogenetyczne, zwłaszcza od lat 90. XX wieku wskazały jednak na zagnieżdżenie tych rodzajów w obrębie mydleńcowatych Sapindaceae. W nowszych systemach klasyfikacyjnych (APG II i późniejsze wersje, APweb, system Reveala z 2007) klonowate włączone są do tej rodziny w randze podrodziny lub plemienia. Pierwszymi, którzy włączyli klony do mydleńcowatych byli w 1862 George Bentham i Joseph Dalton Hooker.
Ostatni wspólny przodek klonów i dwuskrzydlaków żył w paleocenie.
Klasyfikację w obrębie rodzaju dzielącą gatunki na sekcje i serie na podstawie nie tylko cech morfologicznych, ale też danych molekularnych opracował w 2004 P.C. de Jong. Dalsze analizy molekularne zasadniczo potwierdziły jego klasyfikację. Drzewo filogenetyczne gatunków klonów obejmuje 6 głównych grup. Klad bazalny tworzą serie: Palmata (najliczniejsza, obejmująca 41 gatunków), Negundo (A. negundo, A. cissifolium i A. henryi), Arguta i Spicata. Drugą grupę tworzą serie Parviflora i Glabra; trzecią jedna seria Macrantha; czwartą serie: Ginnala, Lithocarpa i Indivisia; piątą serie: Trifoliata, Pentaphylla, Acer i Rubra; szóstą serie: Platanoidea i Macrophylla.
Wykaz alfabetyczny gatunków
- Acer acuminatum Wall. ex D.Don
- Acer acutum W.P.Fang
- Acer albopurpurascens Hayata
- Acer amamiense T.Yamaz.
- Acer amplum Rehder – klon okazały
- Acer argutum Maxim. – klon ostroząbkowy
- Acer barbinerve Maxim. – klon bródkowaty
- Acer binzayedii Y.L.Vargas-Rodr.
- Acer × bornmuelleri Borbás – klon Bornmüllera
- Acer × boscii Spach – klon Bosca
- Acer brevipes Gagnep.
- Acer buergerianum Miq. – klon Bürgera
- Acer caesium Wall. ex Brandis
- Acer calcaratum Gagnep.
- Acer campbellii Hook.f. & Thomson ex Hiern – klon Campbella
- Acer campestre L. – klon polny
- Acer capillipes Maxim. – klon hondoański
- Acer cappadocicum Gled. – klon kappadocki, k. kaukaski (w tym subsp. lobelii klon Lobela)
- Acer carpinifolium Siebold & Zucc. – klon grabolistny
- Acer caudatifolium Hayata
- Acer caudatum Wall.
- Acer chiangdaoense Santisuk
- Acer chienii Hu & W.C.Cheng
- Acer chingii Hu
- Acer chunii W.P.Fang
- Acer cinerascentiforme Pojark.
- Acer circinatum Pursh – klon okrągłolistny
- Acer cissifolium (Siebold & Zucc.) K.Koch – klon cissolistny
- Acer confertifolium Merr. & F.P.Metcalf
- Acer cordatum Pax
- Acer coriaceifolium H.Lév. – klon skórzasty, k. cynamonowy
- Acer × coriaceum Bosc ex Tausch.
- Acer crassum Hu & W.C.Cheng
- Acer crataegifolium Siebold & Zucc. – klon głogolistny
- Acer davidii Franch. – klon Davida
- Acer diabolicum Blume ex K.Koch – klon diabelski, k. kosmaty
- Acer distylum Siebold & Zucc. – klon dwusłupkowy
- Acer duplicatoserratum Hayata
- Acer elegantulum W.P.Fang & P.L.Chiu – klon wytworny
- Acer erianthum Schwer.
- Acer erythranthum Gagnep.
- Acer fabri Hance
- Acer fenzelianum Hand.-Mazz.
- Acer forrestii Diels
- Acer × freemanii A.E.Murray
- Acer fulvescens Rehder
- Acer glabrum Torr. – klon nagi
- Acer gracilifolium W.P.Fang & C.C.Fu
- Acer granatense Boiss.
- Acer grandidentatum Nutt. – klon zębaty
- Acer griseum (Franch.) Pax – klon strzępiastokory
- Acer heldreichii Orph. ex Boiss. – klon Heldreicha (w tym subsp. trautvetteri klon Trautvettera)
- Acer henryi Pax – Klon Henry’ego
- Acer hilaense Hu & W.C.Cheng
- Acer hyrcanum Fisch. & C.A.Mey. – klon hyrkański
- Acer insulare Makino
- Acer iranicum Mohtash. & Rastegar
- Acer × jakelyanum Rottenst.
- Acer japonicum Thunb. – klon japoński
- Acer × koenighoferae Rottenst.
- Acer komarovii Pojark.
- Acer kungshanense W.P.Fang & C.Y.Chang
- Acer kuomeii W.P.Fang & M.Y.Fang
- Acer kwangnanense Hu & W.C.Cheng
- Acer kweilinense W.P.Fang & M.Y.Fang
- Acer laevigatum Wall.
- Acer laurinum Hassk.
- Acer laxiflorum Pax – klon rozpierzchłokwiatowy
- Acer leipoense W.P.Fang & Soong
- Acer leptophyllum W.P.Fang
- Acer longipes Franch. ex Rehder
- Acer lucidum F.P.Metcalf
- Acer lungshengense W.P.Fang & L.C.Hu
- Acer macrophyllum Pursh – klon wielkolistny
- Acer mandshuricum Maxim. – klon mandżurski
- Acer mapienense W.P.Fang
- Acer × martini Jord.
- Acer maximowiczianum Miq. – Klon trójlistkowy
- Acer maximowiczii Pax
- Acer mazandaranicum Amini, H.Zare & Assadi
- Acer metcalfii Rehder
- Acer miaoshanicum W.P.Fang
- Acer micranthum Siebold & Zucc. – klon drobnokwiatowy
- Acer miyabei Maxim. – klon Miyabe'go
- Acer monspessulanum L. – klon francuski
- Acer morifolium Koidz.
- Acer morrisonense Hayata
- Acer negundo L. – klon jesionolistny
- Acer nipponicum H.Hara – klon nippoński
- Acer oblongum Wall. ex DC. – klon wąskolistny
- Acer obtusifolium Sm.
- Acer okamotoi Nakai
- Acer oligocarpum W.P.Fang & L.C.Hu
- Acer oliverianum Pax – klon Olivera
- Acer opalus Mill. – klon włoski
- Acer orthocampestre G.W.Grimm & Denk
- Acer paihengii W.P.Fang
- Acer palmatum Thunb. – klon palmowy
- Acer pauciflorum W.P.Fang
- Acer paxii Franch.
- Acer pectinatum Wall. ex Brandis
- Acer pensylvanicum L. – klon pensylwański
- Acer pentaphyllum Diels
- Acer pentapomicum J.L.Stewart
- Acer pictum Thunb.
- Acer pilosum Maxim.
- Acer pinnatinervium Merr.
- Acer platanoides L. – klon zwyczajny, k. pospolity
- Acer poliophyllum W.P.Fang & Y.T.Wu
- Acer pseudoplatanus L. – klon jawor
- Acer pseudosieboldianum (Pax) Kom. – klon niby-Siebolda
- Acer pseudowilsonii Y.S.Chen
- Acer pubinerve Rehder
- Acer pubipetiolatum Hu & W.C.Cheng
- Acer pycnanthum K.Koch
- Acer × ramosum Schwer.
- Acer robustum Pax
- Acer rubrum L. – klon czerwony
- Acer rufinerve Siebold & Zucc. – klon rdzawy, k. śniady
- Acer saccharinum L. – klon srebrzysty
- Acer saccharum Marshall – klon cukrowy
- Acer × schwerinii Pax
- Acer sempervirens L. – klon wiecznizielony
- Acer serrulatum Hayata
- Acer shangszeense W.P.Fang & Soong
- Acer shenkanense W.P.Fang ex C.C.Fu
- Acer shenzhenensis R.H.Miao & X.M.Wang
- Acer shihweii F.Chun & W.P.Fang
- Acer shirasawanum Koidz. – klon Shirasawy
- Acer sieboldianum Miq. – klon Siebolda
- Acer sikkimense Miq.
- Acer sinense Pax – klon chiński
- Acer sino-oblongum F.P.Metcalf
- Acer sinopurpurascens W.C.Cheng
- Acer skutchii Rehder
- Acer sosnowskyi Doluch.
- Acer spicatum Lam. – klon kłosowy
- Acer stachyophyllum Hiern – klon stachiurkolistny
- Acer sterculiaceum Wall.
- Acer sutchuenense Franch.
- Acer sycopseoides Chun
- Acer tataricum L. – klon tatarski
- Acer tegmentosum Maxim. – klon zielonokory
- Acer tenellum Pax
- Acer tenuifolium (Koidz.) Koidz. – klon cienkolistny
- Acer thomsonii Miq.
- Acer tibetense W.P.Fang
- Acer tonkinense Lecomte
- Acer triflorum Kom. – klon trójkwiatowy
- Acer truncatum Bunge – klon ściętolistny
- Acer tschonoskii Maxim. – klon Czonoskiego
- Acer tsinglingense W.P.Fang & C.C.Hsieh
- Acer tutcheri Duthie
- Acer ukurunduense Trautv. & C.A.Mey. – klon ukurundzki
- Acer undulatum Pojark.
- Acer × varbossanium (K.Malý) Simonk.
- Acer velutinum Boiss. – klon zamszowaty
- Acer wangchii W.P.Fang
- Acer wardii W.W.Sm. – klon Warda
- Acer wilsonii Rehder
- Acer yangbiense Y.S.Chen & Q.E.Yang
- Acer yinkunii W.P.Fang
- Acer yui W.P.Fang
- Acer × zoeschense Pax – klon pośredni